# Anastasija Wojnowa
Anastasija Siergiejewna Wojnowa, ros. Анастасия Сергеевна Войнова (ur. 5 lutego 1993 w Tule) – rosyjska kolarka torowa, wielokrotna medalistka mistrzostw świata i wielokrotna medalistka mistrzostw Europy.

## Kariera
Pierwsze sukcesy w karierze Anastasija Wojnowa osiągnęła w 2010 roku, kiedy zdobyła złoty medal w sprincie drużynowym na torowych mistrzostwach świata juniorów oraz mistrzostwach Europy juniorów. W tej samej kategorii wiekowej zdobyła też cztery złote medale na MEJ oraz trzy na MŚJ w 2011 roku. Pierwsze seniorskie medale zdobyła na mistrzostwach Europy w Poniewieżu w 2012 roku, gdzie była druga zarówno w sprincie indywidualnym, jak i drużynowym. Trzy miesiące wcześniej zdobyła złote medale w kategorii U-23 na ME, zwyciężając w sprincie drużynowym oraz wyścigu na 500 m. Kolejne dwa medale na ME U-23 zdobyła w 2013 roku, zajmując drugie miejsce w sprincie drużynowym i pierwsze w sprincie indywidualnym. 
Na rozgrywanych w 2014 roku mistrzostwach świata w Cali zdobyła brązowy medal w wyścigu na 500 m, przegrywając tylko z Niemką Miriam Welte oraz Anną Meares z Australii. Podczas mistrzostw świata w Paryżu w 2015 roku zwyciężyła w wyścigu na 500 m, a w sprincie drużynowym zajęła drugie miejsce. Kolejne zwycięstwa odniosła na mistrzostwach świata w Londynie w 2016 roku, gdzie była najlepsza na 500 m i w sprincie drużynowym. Tytuł wywalczony w drugiej z tych konkurencji obroniła podczas mistrzostw świata w Hongkongu rok później, zdobywając jednocześnie brązowy medal na 500 m. Następnie zdobyła brąz w sprincie drużynowym na mistrzostwach świata w Apeldoorn w 2018 roku i srebro w tej konkurencji podczas mistrzostw świata w Pruszkowie rok później oraz srebro indywidualnie na mistrzostwach świata w Berlinie w 2020 roku. Ponadto zajmowała drugie miejsce w sprincie drużynowym i wyścigu na 500 m podczas mistrzostw świata w Roubaix w 2021 roku.
Brała udział w igrzyskach olimpijskich w Rio de Janeiro w 2016 roku, gdzie razem z Darją Szmielową zdobyła srebrny medal w sprincie drużynowym. Zajęła tam również czwarte miejsce w keirinie i ósme w sprincie indywidualnym. Podczas igrzysk olimpijskich w Tokio wywalczyła brązowy medal w sprincie drużynowym, w keirinie była dziewiętnasta oraz dwunasta w sprincie indywidualnym.
Kilkakrotnie zdobywała mistrzostwo Rosji w kolarstwie torowym.